# Olof Löthner
Olof August Löthner, född den 24 oktober 1885 i Kristinehamns församling, Värmlands län, död den 14 oktober 1955 i Jönköpings Kristina församling, var en svensk jurist och politiker, tillhörande Högerpartiet.
Löthner avlade juris kandidatexamen 1909 och blev assessor i Göta hovrätt 1917, fiskal där 1919 och hovrättsråd 1923. Han var divisionsordförande där 1939–1952, med titeln lagman från 1947. Löthner var ledamot av riksdagens första kammare 1946–1949. Han var även suppleant i konstitutionsutskottet.